# Cas essiu formal
En hongarès el cas essiu formal combina el cas essiu i el cas formal i pot expressar posició, feina, estat (ex. com a turista) o mode (ex. Com un animal).
L'estatus del sufix -ként en el sistema declinatiu és disputat per diverses raons. Primer de tot, en general, els sufixos dels casos hongaresos són paraula-terminació, mentre que -ként permet una sufixació més àmplia pel sufix locatiu -i. A més a més, la majoria de les terminacions dels casos hongaresos participen de l'harmonia vocàlica, mentre que -ként no.
Finalment, el sufix possessiu nominal -é es combina lliurement amb terminacions dels casos, però no amb -ként.
Per tot això, moltes anàlisis modernes del sistema de casos hongarès, que començaren amb els estudis de László Antal "A magyar esetrendszer" (1961) no consideren l'essiu-formal com un cas.